# Johannes Clajus
Johannes Clajus, auch Clay (* 24. Juni 1535 in Herzberg (Elster); † 11. April 1592 in Bendeleben) war ein deutscher Pädagoge, evangelischer Theologe und Grammatiker.

## Leben

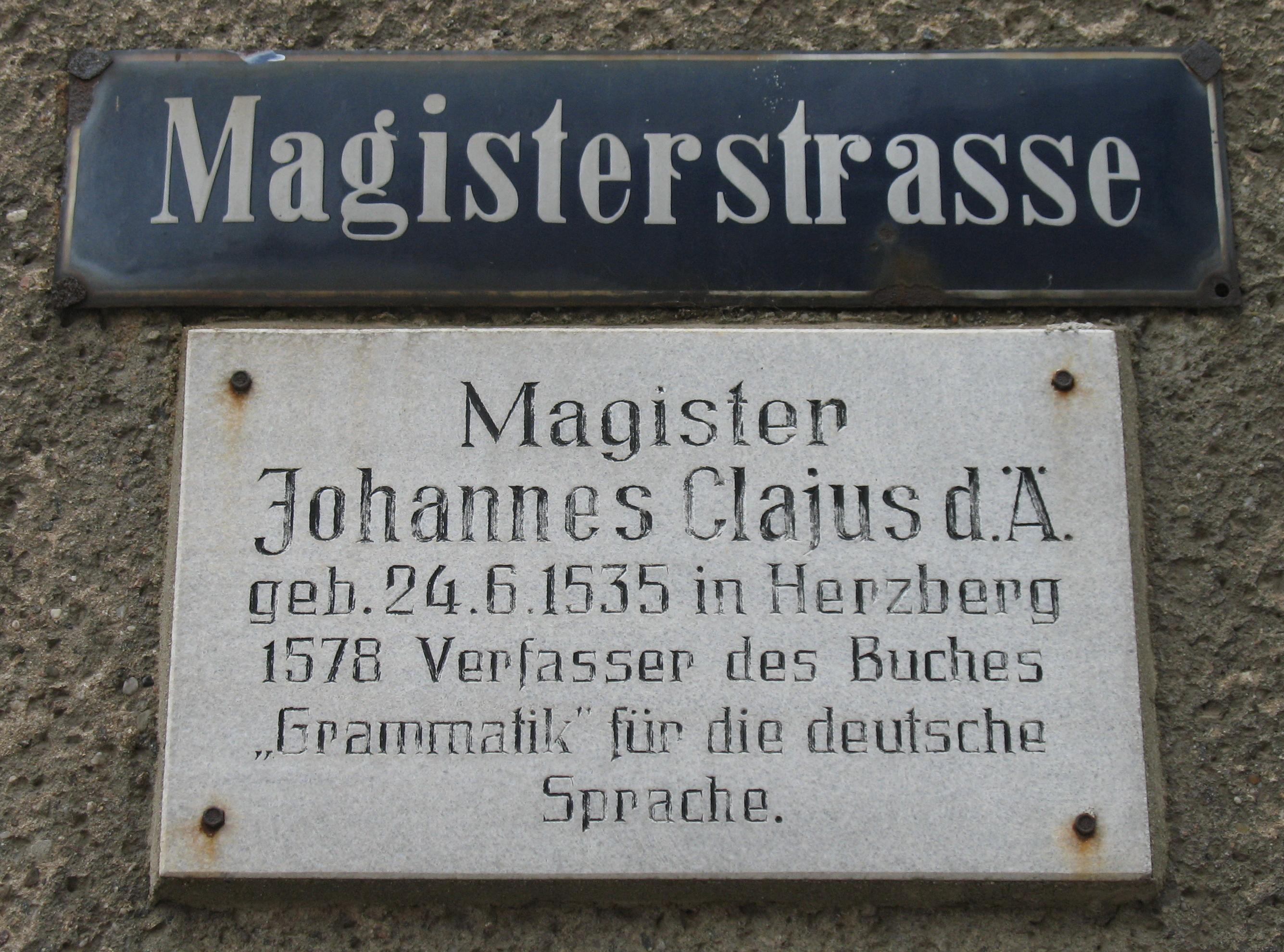
Gedenktafel in Herzberg

Clajus wuchs in ärmlichen Verhältnissen auf. Sein Vater Anton verstarb bereits früh, so dass für ihn seine Mutter Katharina Schickrath zunächst seinen Bezugspunkt bildete. Durch Förderer konnte er die Fürstenschule in Grimma besuchen und studierte von 1555 bis 1559 an der Universität Leipzig. Um seinen weiteren Lebensunterhalt bestreiten zu können, nahm er unbefriedigende Lehrerstellen in Herzberg von 1559 bis 1568, in Goldberg von 1559 bis 1568 und in Frankenstein 1569 an. Er wollte sich aber vielmehr der Theologie widmen, begab sich deshalb an die Universität Wittenberg und erlangte zunächst 1572 die Magisterwürde. Daraufhin übernahm er von 1570 bis 1572 das Rektorat der Schule in Nordhausen und konnte 1573 eine Pfarrstelle in Bendeleben erhalten.
Hier hatte er die Zeit, sich mit der Grammatik der deutschen Sprache zu beschäftigen. Dies führte 1578 zu seinem Werk Grammatica Germanicae Linguae, das neben Albert Ölingers und Laurentius Albertus Werken, in eigenständiger Leistung der „schriftsprachlichen deutschen Grammatik“ überhaupt den Weg bereitet hat. Als Vorlage dafür diente ihm Martin Luthers Übersetzung der Bibel in der überarbeiteten Auflage von 1545. Dabei scheint er sich auch an der Einteilung der lateinischen Grammatik in Orthographia, Prosodia, Etymologia und Syntaxis orientiert zu haben und hat dazu seine Ausführungen an der Laut- und Formenlehre dargestellt.
Die reichlichen Beispiele zu seinen Regeln belegen da und dort älteres Wortgut, das im 18. Jahrhundert mehr und mehr zurücktritt. Sie werden dadurch zu wichtigen wortgeschichtlichen Zeugnissen. Eine knappe Verslehre beschließt die Grammatik. Die Grammatik wurde bis 1720 über zehnmal aufgelegt, meist in mitteldeutschen Druckorten. Daraus ergibt sich das bevorzugte Verbreitungsgebiet des Werks, das aber auch im niederdeutschen Raum und auf oberdeutschem Boden nicht unbekannt geblieben ist. Dem unmittelbaren Unterricht mag es bis weit ins 17. Jahrhundert gedient haben. Justus Georg Schottel (1612–1676) und nach ihm noch deutsche Grammatiken bis ins 18. Jahrhundert bauen auf Clajus auf.
Johannes Clajus war dreimal verheiratet. Die erste Ehe mit Anna Storke († 1576) wurde am 18. Juli 1558 geschlossen. Nach ihrem Tod heiratete er am 16. September 1576 Anna Martha Pisiquin († 1587) und darauf folgend Elisabeth Anna Martha. Aus diesen Ehen stammen sechs Kinder aus erster Ehe, drei Kinder aus zweiter Ehe und eine Tochter aus dritter Ehe. Sein Grabstein ist in der Dorfkirche von Bendeleben erhalten.

## Schriften (Auswahl)
- Die deutsche Grammatik, herausgegeben von F. Weidling, 1894, = Ältere deutsche Grammatiken in Neudrucken II.
- Delitiae Poetarum Germanorum